# Volbeat
Volbeat – duński zespół wykonujący muzykę z pogranicza rocka i heavy metalu.

## Życiorys
Grupę założył w październiku 2001 w Kopenhadze wokalista i gitarzysta Michael Poulsen. Skład zespołu utworzyli ponadto perkusista Jon Larsen, gitarzysta Teddy Vang oraz basista Anders Kjølholm. Rok później Vanga zastąpił Franz Gottschalk. Debiutancki album zespołu zatytułowany The Strength / The Sound / The Songs ukazał się 26 września 2005 roku. W 2006 roku z zespołu odszedł Franz Gottschalk, którego zastąpił Thomas Bredahl. 23 lutego 2007 roku został wydany drugi album studyjny zespołu pt. Rock the Rebel / Metal the Devil. 29 sierpnia 2008 roku ukazał się trzeci album studyjny formacji zatytułowany Guitar Gangsters & Cadillac Blood.
10 września 2010 roku do sprzedaży trafił czwarty album studyjny zespołu pt. Beyond Hell / Above Heaven. Wydawnictwo cieszyło się znaczną popularnością w Europie. Płyta została wyróżniona dwukrotną platyną w Danii oraz złotem w Szwecji. Album trafił ponadto na listę Billboard Heatseekers Albums w Stanach Zjednoczonych gdzie uplasował się na 1. miejscu. W 2011 zespół opuścił gitarzysta Thomas Bredahl grający w zespole od 2006 roku. Na koncertach jego miejsce zajął Hank Shermann, muzyk znany z występów w zespole Mercyful Fate.
W 2013 roku zespół przyjął do składu amerykańskiego gitarzystę Roba Caggiano wraz z którym zarejestrował piąty album studyjny. Produkcja pt. Outlaw Gentlemen & Shady Ladies ukazała się 8 kwietnia 2013 roku. Wyróżnione w Danii platynową płytą wydawnictwo uplasowało się na 1. miejscu tamtejszej listy przebojów, album dotarł także na szczyt list przebojów w Norwegii, Austrii, Niemczech i Szwajcarii. 13 listopada 2015 roku, z powodów prywatnych zespół opuścił basista – Anders Kjølholm. W jego miejsce grupa zaangażowała Kaspera Boye-Larsena.

## Muzycy
| Obecny skład zespołu - Michael Poulsen – śpiew, gitara (od 2001) - Jon Larsen – perkusja (od 2001) - Rob Caggiano – gitara, śpiew (od 2013) - Kasper Boye-Larsen – gitara basowa (od 2016) |  | Byli członkowie zespołu - Anders Kjølholm – gitara basowa (2001–2015) - Teddy Vang – gitara (2001–2002) - Franz Gottschalk – gitara, śpiew (2002–2006) - Thomas Bredahl – gitara, śpiew (2006–2011) Byli muzycy koncertowi - Hank Shermann – gitara (2011–2013) |

## Dyskografia
Albumy
| Rok                            | Tytuł                                                                                          | Pozycja na liście | Pozycja na liście | Pozycja na liście | Pozycja na liście | Pozycja na liście | Pozycja na liście | Pozycja na liście | Pozycja na liście | Sprzedaż                         | Certyfikat                                                                                   |
| Rok                            | Tytuł                                                                                          | DNK               | SWE               | NOR               | FIN               | AUT               | DEU               | CHE               | USA               | Sprzedaż                         | Certyfikat                                                                                   |
| ------------------------------ | ---------------------------------------------------------------------------------------------- | ----------------- | ----------------- | ----------------- | ----------------- | ----------------- | ----------------- | ----------------- | ----------------- | -------------------------------- | -------------------------------------------------------------------------------------------- |
| 2005                           | The Strength / The Sound / The Songs - Data: 26 września 2005 - Wydawca: Rebel Monster, Mascot | 18                | 49                | –                 | 33                | 55                | –                 | –                 | –                 |                                  | - DNK: złota płyta                                                                           |
| 2007                           | Rock the Rebel / Metal the Devil - Data: 23 lutego 2007 - Wydawca: Mascot                      | 1                 | 41                | –                 | 14                | 54                | 76                | –                 | –                 |                                  | - DNK: platynowa płyta                                                                       |
| 2008                           | Guitar Gangsters & Cadillac Blood - Data: 29 sierpnia 2008 - Wydawca: Mascot                   | 1                 | 4                 | 28                | 1                 | 26                | 15                | 30                | –                 | - FIN: 10 tys.+                  | - DNK: platynowa płyta - SWE: złota płyta - FIN: złota płyta                                 |
| 2010                           | Beyond Hell / Above Heaven - Data: 10 września 2010 - Wydawca: EMI                             | 1                 | 1                 | 8                 | 1                 | 2                 | 3                 | 7                 | 142               | - USA: 500 tys.+ - FIN: 12 tys.+ | - DNK: 2x platynowa płyta - USA: złota płyta - SWE: złota płyta - FIN: złota płyta           |
| 2013                           | Outlaw Gentlemen & Shady Ladies - Data: 8 kwietnia 2013 - Wydawca: Vertigo                     | 1                 | 4                 | 1                 | 2                 | 1                 | 1                 | 1                 | 9                 | - USA: 300 tys.+                 | - DNK: platynowa płyta                                                                       |
| 2016                           | Seal the Deal & Let's Boogie - Data: 3 czerwca 2016 - Wydawca: Vertigo                         | 1                 | 1                 | 2                 | 1                 | 1                 | 1                 | 1                 | 4                 | - USA: 80 tys.+                  | - DNK: złota płyta                                                                           |
| 2019                           | Rewind, Replay, Rebound - Data: 2 sierpnia 2019 - Wydawca: Vertigo                             | 2                 | 4                 | 3                 | 3                 | 1                 | 1                 | 1                 | 27                |                                  | - Austria: platynowa płyta - Dania: złota płyta - Niemcy: złota płyta - Szwecja: złota płyta |
| 2021                           | Servant Of The Mind - Data: 3 grudnia 2021 - Wydawca: Vertigo                                  |                   |                   |                   |                   |                   |                   |                   |                   |                                  |                                                                                              |
| „–” pozycja nie była notowana. |                                                                                                |                   |                   |                   |                   |                   |                   |                   |                   |                                  |                                                                                              |

Albumy koncertowe
| Rok                            | Tytuł                                                                           | Pozycja na liście | Pozycja na liście | Pozycja na liście |
| Rok                            | Tytuł                                                                           | DNK               | AUT               | NLD               |
| ------------------------------ | ------------------------------------------------------------------------------- | ----------------- | ----------------- | ----------------- |
| 2011                           | Live from Beyond Hell/Above Heaven - Data: 21 listopada 2011 - Wydawca: Vertigo | 21                | 30                | 98                |
| 2018                           | Let’s Boogie! Live from Telia Parken - Data: 14 grudnia 2018 - Wydawca: Vertigo |                   |                   |                   |
| „–” pozycja nie była notowana. |                                                                                 |                   |                   |                   |

Albumy wideo
| 2008                           | Live: Sold Out! - Data: 18 lutego 2008 - Wydawca: Mascot                        | 5 | –  |
| 2011                           | Live from Beyond Hell/Above Heaven - Data: 21 listopada 2011 - Wydawca: Vertigo | 4 | 19 |
| „–” pozycja nie była notowana. |                                                                                 |   |    |

Single
| Rok                            | Tytuł                                                 | Pozycja na liście | Pozycja na liście | Pozycja na liście | Pozycja na liście | Pozycja na liście | Certyfikat         | Album                                |
| Rok                            | Tytuł                                                 | DNK               | AUT               | DEU               | FIN               | SWE               | Certyfikat         | Album                                |
| ------------------------------ | ----------------------------------------------------- | ----------------- | ----------------- | ----------------- | ----------------- | ----------------- | ------------------ | ------------------------------------ |
| 2003                           | „Soulweeper”                                          | –                 | –                 | –                 | –                 | –                 |                    | The Strength / The Sound / The Songs |
| 2004                           | „I Only Wanna Be with You”                            | –                 | –                 | –                 | –                 | –                 |                    | The Strength / The Sound / The Songs |
| 2007                           | „Sad Man’s Tongue”                                    | –                 | –                 | –                 | –                 | –                 |                    | Rock the Rebel / Metal the Devil     |
| 2007                           | „The Garden’s Tale” (feat. Johan Olsen)               | 18                | –                 | –                 | –                 | –                 |                    | Rock the Rebel / Metal the Devil     |
| 2007                           | „Radio Girl”                                          | –                 | –                 | –                 | –                 | –                 |                    | Rock the Rebel / Metal the Devil     |
| 2008                           | „Mary Ann’s Place”                                    | 35                | –                 | –                 | –                 | –                 |                    | Guitar Gangsters & Cadillac Blood    |
| 2008                           | „Maybellene I Hofteholder” (feat. Pernille Rosendahl) | 5                 | –                 | –                 | –                 | –                 |                    | Guitar Gangsters & Cadillac Blood    |
| 2009                           | „A Warrior’s Call”                                    | –                 | –                 | –                 | –                 | –                 |                    | Beyond Hell / Above Heaven           |
| 2010                           | „Fallen”                                              | 13                | 58                | 62                | 18                | 16                |                    | Beyond Hell / Above Heaven           |
| 2010                           | „7 Shots / Rebel Angel”                               | –                 | –                 | –                 | –                 | –                 |                    | Beyond Hell / Above Heaven           |
| 2010                           | „Heaven nor Hell”                                     | 20                | –                 | –                 | –                 | –                 |                    | Beyond Hell / Above Heaven           |
| 2011                           | „16 Dollars”                                          | –                 | –                 | –                 | –                 | –                 |                    | Beyond Hell / Above Heaven           |
| 2013                           | „Cape of Our Hero”                                    | 6                 | 34                | 63                | –                 | –                 | - DNK: złota płyta | Outlaw Gentlemen & Shady Ladies      |
| 2014                           | „Lola Montez”                                         | –                 | –                 | –                 | –                 | –                 | - DNK: złota płyta | Outlaw Gentlemen & Shady Ladies      |
| 2014                           | „Lonesome Rider” (feat. Sarah Blackwood)              | 8                 | –                 | –                 | 57                | –                 | - DNK: złota płyta | Outlaw Gentlemen & Shady Ladies      |
| „–” pozycja nie była notowana. |                                                       |                   |                   |                   |                   |                   |                    |                                      |

## Nagrody i wyróżnienia
| Rok  | Kategoria                     | Tytułem                              | Nagroda                            | Nota      | Źródło |
| ---- | ----------------------------- | ------------------------------------ | ---------------------------------- | --------- | ------ |
| 2005 | Metal Album of the Year       | The Strength / The Sound / The Songs | Danish Metal Awards                | Nominacja | [ 61 ] |
| 2005 | Metal Debut Album of the Year | The Strength / The Sound / The Songs | Danish Metal Awards                | Laur      | [ 62 ] |
| 2005 | Metal Album Cover of the Year | The Strength / The Sound / The Songs | Danish Metal Awards                | Nominacja | [ 61 ] |
| 2005 | Volbeat                       | Metal Live Band of the Year          | Danish Metal Awards                | Nominacja | [ 61 ] |
| 2007 | Metal Production of the Year  | Rock the Rebel / Metal the Devil     | Danish Metal Awards                | Nominacja | [ 63 ] |
| 2007 | Metal Album of the Year       | Rock the Rebel / Metal the Devil     | Danish Metal Awards                | Nominacja | [ 63 ] |
| 2007 | Metal Cover of the Year       | Rock the Rebel / Metal the Devil     | Danish Metal Awards                | Nominacja | [ 63 ] |
| 2007 | Metal Video of the Year       | „Radio Girl”                         | Danish Metal Awards                | Nominacja | [ 63 ] |
| 2008 | Metal Album of the Year       | Guitar Gangsters & Cadillac Blood    | Danish Metal Awards                | Laur      | [ 64 ] |
| 2008 | Metal Production of the Year  | Guitar Gangsters & Cadillac Blood    | Danish Metal Awards                | Laur      | [ 64 ] |
| 2008 | Metal Album Cover of the Year | Guitar Gangsters & Cadillac Blood    | Danish Metal Awards                | Nominacja | [ 65 ] |
| 2008 | Metal video of the year       | „Maybellene i Hofteholder”           | Danish Metal Awards                | Nominacja | [ 65 ] |
| 2009 | Metal Video of the Year       | „We”                                 | Danish Metal Awards                | Nominacja | [ 66 ] |
| 2014 | Best Metal Performance        | „Room 24"                            | Grammy                             | Nominacja | [ 67 ] |
| 2016 | Most Dedicated Fans           | Volbeat                              | The Epiphone Revolver Music Awards | Nominacja | [ 68 ] |